# Titularbistum Casae in Numidia
Casae in Numidia (ital.: Case di Numidia) ist ein Titularbistum der römisch-katholischen Kirche.
Die in Nordafrika gelegene Stadt war ein alter römischer Bischofssitz, der im 7. Jahrhundert mit der islamischen Expansion unterging. Dieser lag in der römischen Provinz Numidien.
| Titularbischöfe von Casae in Numidia |                              |                                                         |                    |                   |
| Nr.                                  | Name                         | Amt                                                     | von                | bis               |
| 1                                    | Alberto Zambrano Palacios OP | Apostolischer Vikar von Canelos (Ecuador)               | 29. September 1964 | 11. Dezember 1972 |
| 2                                    | Raúl Holguer López Mayorga   | Weihbischof in Guaranda (Ecuador)                       | 30. März 1973      | 24. Mai 1980      |
| 3                                    | Rodrigo Arango Velásquez PSS | Weihbischof in Medellín (Kolumbien)                     | 29. Januar 1981    | 17. Januar 1985   |
| 4                                    | Manuel Revollo Crespo CMF    | Weihbischof in Cochabamba (Bolivien)                    | 4. April 1985      | 7. März 1998      |
| 5                                    | Christopher Kakooza          | Weihbischof in Kampala (Uganda)                         | 2. Januar 1999     | 4. November 2014  |
| 6                                    | Józef Andrzej Dąbrowski CSMA | Weihbischof in London (Kanada)                          | 31. Januar 2015    | 2. April 2023     |
| 7                                    | Lénard Ndjadi Ndjate MCCJ    | Weihbischof in Kisangani (Demokratische Republik Kongo) | 13. Mai 2023       |                   |